# Olin Corporation
Olin Corporation (NYSE: OLN) er en amerikansk producent af ammunition, klor og natriumhydroxid. De har hovedkvarter i Clayton, Missouri.
Virksomheden blev etableret af Franklin Walter Olin i 1892 i Niagara Falls, New York, hvor de forsynede mineindustrien med sprængstoffer.